# Misan
Misan är en litterär figur i Tove Janssons romaner om Mumintrollen som introducerades i boken Farlig midsommar 1954. 
Misan en osäker och pessimistisk figur som tar illa vid sig för ingenting. Det är nästan så att hon njuter av att känna sig förorättad; som om det ger henne ett existensberättigande, något som ger henne beröringspunkter med Ior i Nalle Puh.  Men när Misan genom en tillfällighet i Farlig midsommar får en av huvudrollerna i Muminpappans teaterpjäs Lejonbrudarna skiner hon upp. Genom att spela andra människor i sina roller vågar Misan uttrycka mod, passion med mera och hon slipper känna sig osäker och rädd. Utöver det enda romanframträdandet i Farlig midsommar har hon även haft återkommande roller i bilderböckerna och de tecknade serierna. 